# Air Express Sweden
Air Express Sweden war eine schwedische Charterfluggesellschaft, die 2009 durch MCA Airlines übernommen wurde, die durch die Übernahme ihren eigenen Flugbetrieb aufnahm. Die Fokker 100 wurden ab dem Herbst für Petro Air eingesetzt, die Saab 2000 flogen bei Blue1.

## Flotte
Flotte der Air Express Sweden, die in die Flotte MCA Airlines überging. Alle Flugzeuge standen bis zu deren Ende dort im Einsatz.
- 1 Fokker 100, insgesamt hatten 2 Maschinen des Typs bei der Gesellschaft im Einsatz gestanden[1]
- 2 Saab 2000